# Ol'ga Ročeva
Ol'ga Vladimirovna Moskalenko coniugata Ročeva, accreditata come Olga Rotcheva dalla FIS (in russo Ольга Владимировна Москаленко-Рочева?; Krasnojarsk, 4 luglio 1978) è una fondista russa.

## Biografia
In Coppa del Mondo ha esordito il 28 novembre 1998 a Muonio (20ª) e ha ottenuto il primo podio il 13 dicembre 2000 a Clusone (3ª).
In carriera ha preso parte a due edizioni dei Giochi olimpici invernali, Torino 2006 (18ª nella 30 km, 14ª nella sprint, 6ª nella sprint a squadre) e Vancouver 2010 (29ª nella 30 km, 40ª nella sprint, 26ª nell'inseguimento), e a una dei Campionati mondiali, Liberec 2009 (11ª nella 10 km il miglior risultato).

## Palmarès

### Coppa del Mondo
- Miglior piazzamento in classifica generale: 12ª nel 2008
- 6 podi (1 individuale, 5 a squadre[1]):
  - 2 secondi posti (a squadre)
  - 4 terzi posti (1 individuale, 3 a squadre)